# Leon J. Kamin
Leon J. Kamin (Taunton, 29 dicembre 1927 – 22 dicembre 2017) è stato uno psicologo statunitense.
È professore emerito della Northeastern University di Boston, ha condotto ricerche sulla relazione tra comportamento sociale e biologico.

## Biografia
Cominciò la sua carriera accademica come assistente di psicologia all'Università di Harvard, interessandosi successivamente allo studio delle razze e del fenomeno del razzismo nei loro risvolti psicologici. 
Le ricerche condotte sull'influenza dell'ambiente, sociale ed economico, sull'individuo criticano decisamente le tesi innatiste, ravvisando in esse una inconsistenza scientifica e pericolose tracce di razzismo. Critico riguardo ai risultati delle ricerche di Cyril Burt che volevano dimostrare l'importanza dell'ereditarietà nel QI, in quanto basate su dati falsificati  , Kamin è uno dei principali riferimenti nel caso Burt. Famoso, in tal senso, l'accesso dibattito che, negli anni '70, lo ha visto contrapposto allo psicologo Hans J. Eysenck, sostenitore della tesi del determinismo genetico nello sviluppo dell'intelligenza. È noto in alcuni circoli per la sua posizione riguardo all'eredità genetica del QI, la quale si aggirerebbe intorno allo zero. 
Per le sue idee progressiste, Kamin fu sospettato di simpatie comuniste e fatto oggetto di indagini da parte della commissione McCarthy. 
Dal 1987 al 1998, ha svolto la sua attività di professore presso l'Università di Northeastern, di Boston.